# 미하일 고르바초프
미하일 세르게예비치 고르바초프(러시아어: Михаи́л Серге́евич Горбачёв, US: /-tʃɔːf, -tʃɛf/; 듣기 (도움말·정보), 문화어: 미하일 쎄르게예비치 고르바쵸브, 영어: Mikhail Sergeyevich Gorbachev, 1931년 3월 2일~2022년 8월 30일)는 소련과 러시아의 정치인으로 마지막 서기장이자 최후의 소련 지도자로도 유명하다.
그는 1985년부터 1991년까지 소련 공산당 중앙위원회의 서기장을, 1988년부터 1991년까지 소련 최고 소비에트 상임위원회 위원장을 그리고 1990년부터 1991년까지 소련의 대통령직을 지냈다.
재임 초기 미하일 고르바쵸프는 소련식 계획 경제의 비효율성을 체감하고 이를 개선하기 위해 여러가지 조치들을 취했지만 기대했던 효과를 보지 못했고, 그의 정책은 내부적으로 큰 반발을 일으켜 소련 역사상 가장 인기없는 지도자로 등극했다. 그는 목적이 불분명한 소련-아프가니스탄 전쟁에서 철수하며 서구권과 관계 개선 및 국방비 절감을 희망했다.
집권 말기 고르바쵸프는 글라스노스트와 페레스트로이카를 추진하며 민주주의를 촉진하고 궁극적으로는 냉전을 종식시켰으나, 그의 일련의 조치들은 모두 소련의 붕괴라는 결과로 귀결되었다. 그는 또한 재임 기간 동안 소련의 경제를 심각하게 마비시키고 구소련 국가들의 경제를 붕괴시킨 것에 대한 책임이 있다.

## 생애 초기

### 어린 시절: 1931~1950
고르바초프는 1931년 3월 2일 소련의 공화국 중 하나였던 러시아 소비에트 연방 사회주의 공화국의 스타브로폴 프리볼노예에서 태어났다. 당시 프리볼노예에는 러시아인과 우크라이나인이 거의 절반씩 차지하였다. 고르바초프의 친가는 러시아인이었고, 몇 세대 전에 보로네시에서 이곳으로 이주하였다. 그의 외가는 우크라이나 혈통이었으며, 체르니코프에서 이곳으로 이주했었다. 그의 부모들은 처음에 그의 이름을 빅터(Victor)라고 지었지만 독실한 동방 정교회 신자였던 어머니의 권유로 그는 비밀 세례를 받고 할아버지에게 '미하일'이라는 이름을 받았다. 그는 아버지 세르게이 안드레예비치 고르바초프와 사이가 좋았으나, 어머니 마리아 판텔레예프나 고르바초바(결혼 전 이름은 곱칼로)는 차갑고 징벌적이었다. 고르바초프의 부모들은 가난했고, 농민이었다. 그의 부모는 십대에 결혼하여 지역 전통에 따라 아버지의 집인 벽돌집에서 살다가 자신의 집을 지어 그곳에서 살게 되었다.

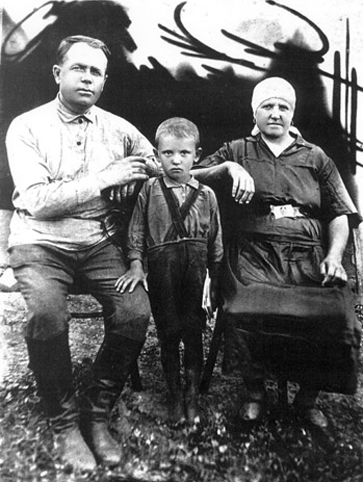
1930년대 고르바초프와 그의 외조부모의 모습.

그가 태어났을 때 소련은 소련 공산당이 통치하는 일당제 국가였으며, 고르바초프의 어린 시절은 이오시프 스탈린이 통치하고 있었다. 스탈린은 그의 마르크스-레닌주의 사상에 따라 국가를 사회주의로 전환하는 데 도움이 될 것이라고 믿었던 대규모 농촌 집단화 계획을 시작했다. 고르바초프의 외할아버지는 공산당에 가입하여 1929년 프리볼노예의 첫 번째 콜호스(집단 농장)이 세워지는 것을 도왔고, 이후 콜호스의 의장이 되었다. 집단 농장은 프리볼노예에서 19km 떨어진 곳에 위치했으며, 고르바초프가 3살이었을 때 부모는 집을 떠나 콜호스로 이사하였다.
당시 소련은 1930년대 소련 대기근을 겪고 있었고, 고르바초프의 삼촌 2명과 숙모 1명도 이 대기근으로 인해 죽었다. 대기근이 끝나가던 무렵, 그 뒤를 이어 트로츠키주의와 마르크스주의에 대한 해석에 동조하는 사람들은 포함하여 "인민의 적"으로 기소된 사람들이 체포되어 노동 수용소에 억류된 대숙청이 일어났다. 대숙청으로 1934년 그의 어머니와 1947년 그의 아버지도 체포된 이후, 그의 할아버지까지 체포되어 석방되기 전 굴라크에서 시간을 보냈다. 1938년 12월 석방된 고르바초프의 외할아버지는 소년에게 비밀경찰에게 고문을 당했다고 말했다.
1939년 제2차 세계 대전이 발발한 이후 1941년 6월 독일 국방군이 소련을 침공하였다. 1942년부터 독일군은 4개월 동안 프리볼노예를 점령했었다. 고르바초프의 아버지는 붉은 군대에 합류하여 최전선에서 싸웠고, 전쟁 중 사망했다고 가족들에게 잘못 전해진 뒤, 쿠르스크 전투에서 부상을 입고 가족들에게 돌아갔다. 독일이 패망한 뒤, 고르바초프의 부모는 1947년 둘째 아들인 알렉산드르를 낳았다. 이후 부모는 더 이상 자녀를 낳지 않았다.
마을의 학교는 전쟁 기간 동안 문을 닫았으나, 1944년 가을에 다시 문을 열었다. 고르바초프는 학교에 다시 가고 싶지 않았지만, 학교에 간 뒤, 학문적으로 뛰어난 것을 알게 되었다. 그는 토마스 메인 레이드의 서부극 소설들에 빠진 뒤, 이후 비사리온 벨린스키, 알렉산드르 푸시킨, 니콜라이 고골과 미하일 레르몬토프의 책들을 돌아가면서 열성적으로 읽었다. 1946년에는 소련 공산주의 청년 정치 단체인 전연방 레닌주의 청년 공산주의자 동맹(콤소몰)에 합류하여 거주하던 지역 그룹의 의장이 되었고, 이후 지구에서 위원회 위원으로 선출되었다. 초등학교를 졸업한 고르바초프는 고등학교에 진학하였다. 그는 주말에 19km를 걸어 집에 도착했으며, 주중에는 학교에서 생활했다. 그는 학교의 연극 동아리에 참여했으며, 스포츠와 사교 활동을 조직하고 학교의 아침 운동 수업을 이끌었다. 1946년부터 5년 뒤까지 매해 여름에 아버지의 콤바인 수확기를 돌리는 것을 돕기 위해 집에서 하루에 20시간씩 일했다. 1948년에 고르바초프와 그의 아버지는 8,000센트가 넘는 곡물을 수확하였는데, 이 공로로 그의 아버지는 레닌 훈장을, 고르바초프는 노동적기훈장을 받았다.

### 대학교: 1950~1955
나는 고도로 발전하고 정말로 혁명적인 볼셰비키 공산당의 일원이 되는 것을 큰 영광으로 생각합니다. 저는 레닌과 스탈린의 위업에 충실하고 평생 당의 공산주의 투쟁을 위해 바칠 것을 맹세합니다.
1950년 6월, 고르바초프는 공산당의 후보 당원이 되었다. 같은 시기에 그는 소련에서 가장 권위있는 대학교인 모스크바 국립 대학교에 지원하였는데, 노동적기훈장을 받았었던 고르바초프는 시험을 보지 않고 합격하였다. 그의 법학과 선택은 당시 소련에서 매우 이례적인 것이었는데, 당시 법학이 소련에서 잘 알려지지 않았었기 때문이다. 19세의 나이에 고르바초프는 기차를 타고 처음으로 고향을 벗어났다.
모스크바에서 고르바초프는 소콜니키 지구(Сокольники)의 기숙사에서 대학교 동료 학생들과 함께 거주하였다. 그를 포함한 다른 시골 학생들은 자신들이 모스크바의 학생들과 잘 어울리지 않는다고 생각하였으나, 곧 적응하였다. 동료 학생들은 고르바초프가 이 시기에 밤늦게까지 열심히 일했던 것을 기억한다. 그는 이 때 분쟁의 중재자로 명성을 얻었고, 발표를 솔직하게 하는 것으로도 유명했으나, 자신의 의견 중 일부만 말하기도 했다. 그는 일부 학생들에게 자백이 유죄라는 소련의 법학 규범에 대한 자신의 반대를 털어놓고 자백이 강요되었을 수 있다고 말했다. 그가 대학교를 다닐 때, 반유대주의는 소련 전역에 퍼져 의사의 음모로까지 확대되었다. 고르바초프는 동료 중 한 사람이 국가에 충성하지 않는다는 비난을 받은 유대인 학생을 변호하였다.
모스크바 대학에서 고르바초프는 그의 입학반에서 콤소몰 학과장을 맡았고, 로스쿨에서는 콤소몰 선동과 선전을 위한 비서관이 되었다. 그곳에서 첫 번째 임무는 크라스노프레스넨스카야에서 선거를 분석하고 투표율을 높이는 것이었는데, 이 임무로 고르바초프는 투표한 사람들의 대부분이 정부가 "두려워서" 한 것임을 알게 되었다. 이후 1952년에 공산당 정회원이 되었다. 이후로도 그는 콤소몰 회원으로서 잠재적인 전복에 대해 학생들을 감시하는 일을 했는데, 그의 일부 동료 학생들은 그가 최소한으로 감시를 했으며 당국으로부터 기밀 정보를 유지했기 때문에 그를 신뢰했다고 말하기도 했다. 1968년 고르바초프는 훗날 프라하의 봄의 주요 이데올로기가 될 체코슬로바키아의 학생 즈데넥 믈리나르와 친한 친구가 되었으며, 믈리나르는 후에 고르바초프와 자신이 스탈린주의에 대한 우려가 켜지고 있음에도 불구하고 마르크스-레닌주의자로 남아 있었다고 회상했다. 1953년 3월 스탈린이 사망했을 때 고르바초프와 믈리나르는 군중들에 섞여 스탈린의 시신을 보았다.

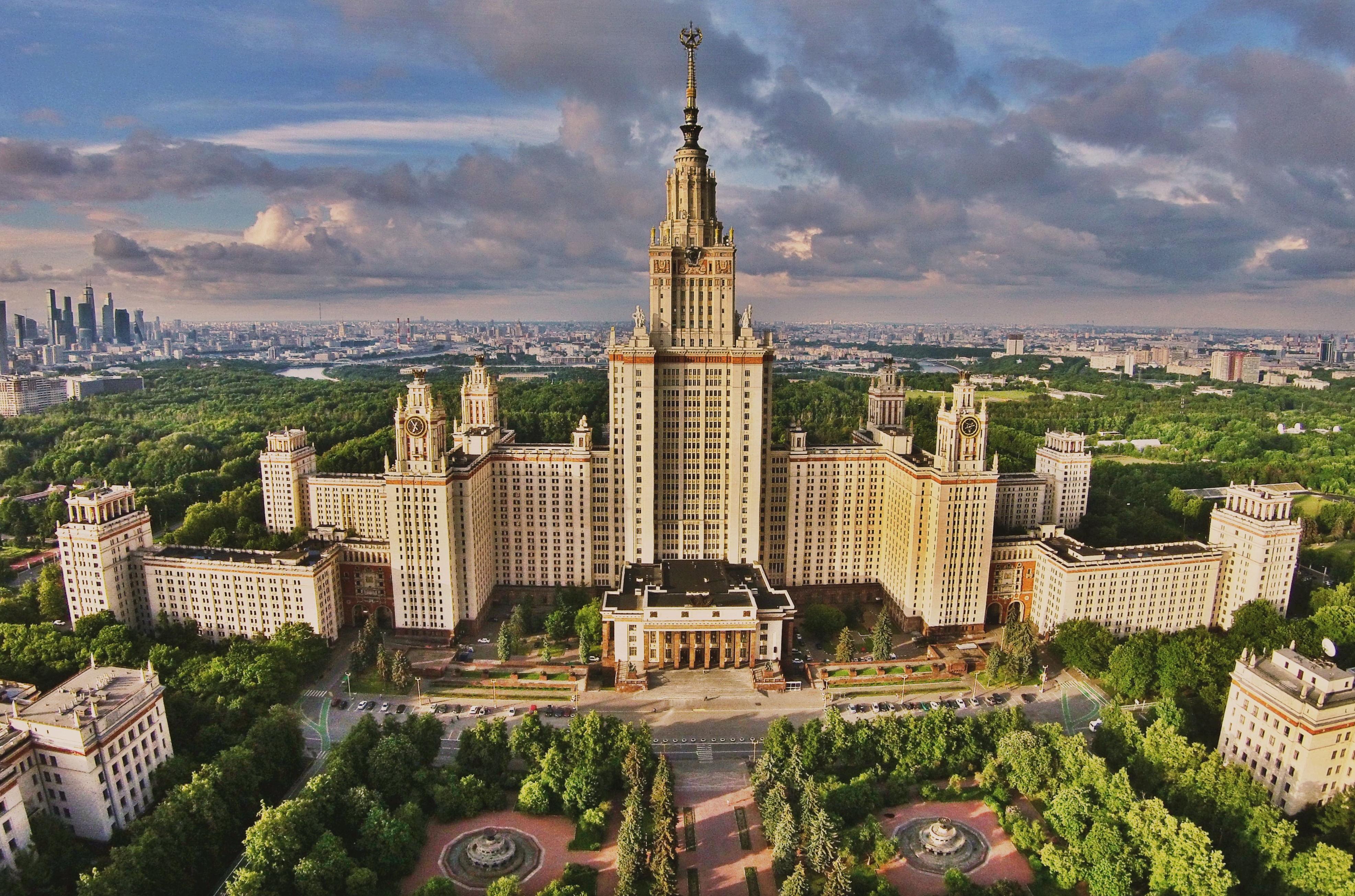
고르바초프가 1950년부터 1955년까지 공부한 모스크바 국립 대학교의 모습.

대학교에서 고르바초프는 철학과를 공부하던 우크라이나계 러시아인 라이사 티타렌코를 만났다. 그녀는 이미 약혼자가 있었으나, 그 약혼이 결렬된 후 고르바초프와 관계를 가지기 시작했다. 라이사 티타렌코와 고르바초프는 같이 서점과 박물관, 미술관 등을 방문하였다. 1953년 초, 고르바초프는 몰로토프스코예(Molotovskoye)의 검찰관 사무실에서 인턴십을 했으나 그곳에서 일하는 사람들의 무능함과 오만함에 분노했다. 그해 여름, 고르바초프는 농장에서 수확기에 아버지와 함께 일하기 위해 프리볼노예로 돌아왔다. 이전에 번 돈들로 결혼식 비용을 지불할 수 있었다. 1953년 9월 25일 그와 라이사는 소콜니키 등기소에서 혼인 신고를 한 뒤, 10월에 레닌 언덕의 기숙사로 함께 이사했다. 라이사는 자신이 임신을 한 사실을 알게 되었고 고르바초프와 그녀는 아이를 유지하길 원했지만, 그녀가 병에 걸리는 바람에 낙태를 하게 되었다.
1955년 6월 고르바초프는 대학을 우수한 성적으로 졸업하였다. 그의 졸업 논문은 "서구식 민주주의"(자유민주주의)에 비해 "소련식 민주주의"(사회민주주의)가 이점이 많다는 것에 관한 논문이었다. 그는 졸업한 이후 스탈린의 대숙청의 무고한 피해자들의 재활에 주력하고 있던 소련 검찰청에 배치되었지만 그곳에서 그가 그들을 위해 할 수 있는 일이 없다는 것을 깨달았다. 그 후 고르바초프는 모스크바 대학의 콜호스에 관한 법을 전문으로 하는 대학원 자리를 제안받았지만 거절하였다.  그는 라이사가 모스크바에서 박사 과정에 등록하여 모스크바에 남고 싶었지만 스타브로폴에서 고용되면서 그곳으로 가야 했다. 라이사는 그곳에서 합류하기 위하여 학업을 포기했다.

## 공산당에서의 부상

### 스타브로폴 콤소몰: 1955~1969

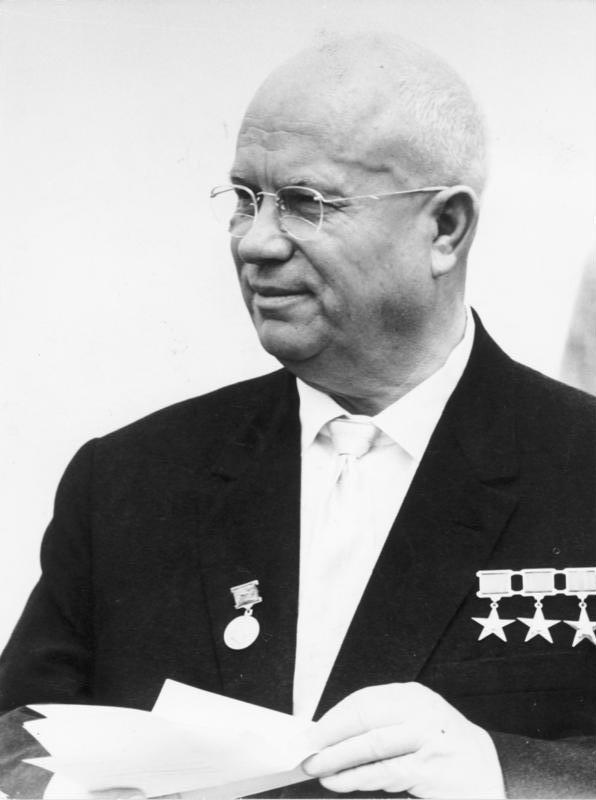
탈스탈린화 개혁을 주도했던 니키타 흐루쇼프의 모습, 고르바초프는 흐루쇼프를 열렬히 지지했다.

1955년 8월, 고르바초프는 스타브로폴 지역 검찰청에서 일하기 시작했다. 하지만 그는 일이 마음에 들지 않았고 그의 인맥을 활용해 스타브로폴 선동/선전 부서의 부국장이 되었다. 이 직업을 가졌을 때 고르바초프는 지역의 마을들을 방문하여 주민들의 삶을 개선하려고 노력했다. 그는 농민 주민들이 사회적인 접촉을 할 수 있도록 돕기 위해 고르카야 발카 마을에 토론회를 설립했다.
고르바초프와 그의 아내는 처음에 스타브로폴에 작은 방을 빌려 살았고, 매일 저녁 도시 주변을 산책하고 주말에는 시골에서 산에 올랐다. 1957년 2월 그의 아내 라이사는 외동딸 이리나를 낳았고, 1958년에 코무날카의 두 방이 있는 집으로 이사했다. 1961년 고르바초프는 농업 생산에 관한 2등급 학위를 취득했다. 그는 세바스토폴 농업 연구소에서 원격 교육을 받아 1967년에 졸업장을 받았다. 그의 아내도 1967년 모스크바 교육학 연구소에서 사회학 박사 학위를 취득하였고 스타브로폴에 있는 동안 그녀도 공산당에 입당했다.
결과적으로 스탈린은 1956년 2월 스탈린과 그의 개인 숭배를 비난한 니키타 흐루쇼프에게 소련의 지도자 자리를 계승했으며, 지도자 자리에 앉은 흐루쇼프는 탈스탈린화를 진행했다. 나중에 흐루쇼프의 전기 작가인 윌리엄 타웁만은 고르바초프가 흐루쇼프 시대의 "개량주의 정신"을 구현했다고 주장했다. 고르바초프는 스탈린주의자들과 대조적으로 스스로를 "진정한 마르크스주의자" 또는 "진정한 레닌주의자"로 여기는 사람들 중 한 명이었다. 그는 스타브로폴에서 흐루쇼프의 반스탈린주의 메시지를 퍼뜨리며 지냈지만, 스탈린을 영웅으로 칭송하거나 스탈린의 숙청이 정당하다고 여기는 많은 사람들과 지냈다.
고르바초프는 지방 정부에서 꾸준히 승진했다. 당국은 그를 정치적으로 신뢰할 수 있는 사람으로 여기기 시작했고, 그는 표도르 쿨라코프 등의 사람들에게 호감을 얻는 등 상관에게 아첨을 했다. 경쟁자를 압도하는 고르바초프의 능력으로 일부 동료들은 그의 성공에 분개했다. 1956년 9월에 그는 스타브로폴 시의 콤소몰 제1서기로 최종 승진하였으며, 1958년 4월에는 지역 콤소몰의 서기가 되었다. 이 시점에서 그는 더 나은 개인 주방, 화장실, 욕실이 있고 방이 2개인 아파트를 제공 받았다. 스타브로폴에서 그는 젊은 사람들을 위한 토론 클럽을 조직했고, 지역 젊을 사람들이 흐루쇼프의 농업, 개발 캠페인에 참여할 수 있도록 도왔다.

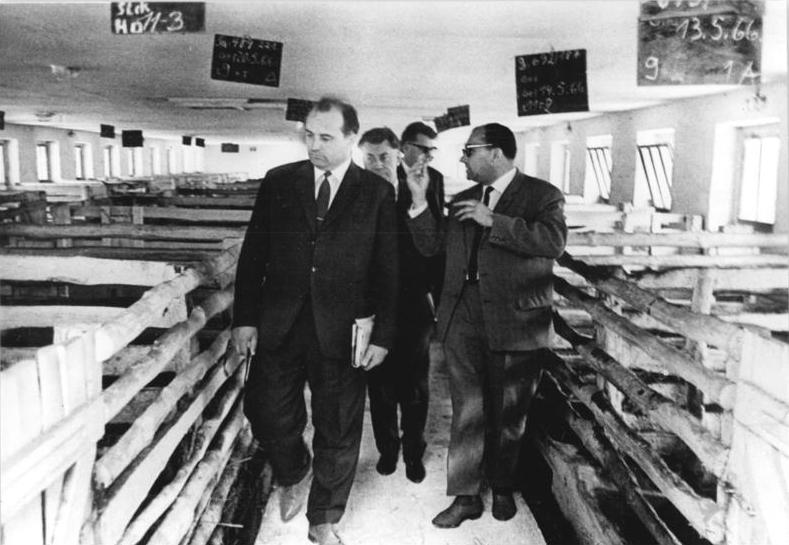
1966년 동독을 방문한 고르바초프의 모습.

1961년 3월 고르바초프는 지역의 콤소몰 제1서기가 되었고, 그는 지역 제1서기로 있는 동안 많은 여성들을 시와 지방의 지도자로 임명하려고 노력했다. 1961년에 모스크바에서 열린 세계청년학생축전에 이탈리아 대표단을 초청하는 일을 맡았으며, 같은 해 10월에 소련 공산당 제22차 대회에 참석하였다. 1963년 1월, 고르바초프는 지역 당의 농업위원회 인사국장으로 승진하였고, 1966년 9월 스타브로폴 시당 조직의 제1서기가 되었다. 그러나 그는 1968년 전후로 흐루쇼프의 개혁이 지연되거나 없어지는 것을 보고 그의 직업에 좌절감을 느꼈고, 학업을 위해 정치계를 떠나려는 고민을 했다. 그럼에도 그는 1968년 8월 스타브로폴의 제2서기가 되어 시 제1서기인 레오니트 예프레모프의 대리인이자 시의 두번째 고위직 인물이 되었다. 1969년에 그는 소련 최고 소비에트 의원으로 선출되었고, 환경 보호를 위한 상임위원회 의원이 되었다.
동구권 국가들로의 방문을 허가 받은 고르바초프는 1966년 동독을 방문하는 대표단의 일원으로 참가하기도 했고, 1969년과 1974년에 불가리아에 방문하기도 했다. 한편 1968년 6월 소련은 동구권 국가에서 정치적 자유화 혁명인 프라하의 봄을 종식시키기 위해 체코슬로바키아 침공을 주도했다. 고르바초프는 당시 공개적으로 침공을 지지했지만, 나중에 개인적으로 우려되었다고 말했다. 1969년 9월 고르바초프는 체코슬로바키아를 방문하는 대표단의 일원이었고, 체코슬로바키아를 방문했을 때 사람들이 소련 대표단을 환영하지 않는다는 것을 알게 되었다. 같은 해 소련 당국은 소련의 농업 정책에 비판적인 스타프로폴 농업 연구소의 철학 교수 파짐 B. 사디코프를 고르바초프에게 처벌하려고 명령했다. 고르바초프는 사디코프 교수를 처벌하라는 명령을 이행했지만, 더 강하게 처벌해야 한다는 의견을 무시했다. 고르바초프는 나중에 이 사건이 "사디코프의 처벌을 감독한 것이 나를 괴롭혔다"며 사건에 큰 영향을 받았다고 말했다.

### 스타브로폴에서의 주도권: 1970~1977
1970년 4월, 레오니트 예프레모프는 모스크바에서 더 높은 직위로 승진하였고, 고르바초프는 그를 이어서 스타브로폴 제1서기로 임명되었다. 이것은 고르바초프에게 스타프로폴 지역에 대한 상당한 권한과 주도권을 부여했다. 그는 크렘린 고위 지도부들에 의해 제1서기라는 직책에 대해 개인적으로 심사를 받았고, 소련의 지도자인 레오니트 브레즈네프에게 지도부들의 결정에 대해 연락을 받았다. 당시 39세의 고르바초프는 그 직책의 전임자들보다 상당히 젊었다. 스타브로폴 지역의 가장 높은 지도자로써 그는 1971년 자동으로 소련 공산당 중앙위원회 위원이 되었다. 전기 집필 작가 조레스 메드베데프는 이 시기에 고르바초프가 "당의 최고 엘리트에 합류했다"고 언급했다. 고르바초프는 처음에 경제 및 기타 실패를 "관료들의 비효율과 무능, 관리 구조의 결함 또는 입법의 격차"라고 돌렸지만, 결국에는 모스크바에서 의사 결정이 과도하게 집중되어 발생한 것으로 결론지었다. 그는 안토니오 그람시, 루이 아라공, 로제 가라우디, 주세페 보파 등의 서방 마르크스주의 작가들의 제한된 번역된 글들을 읽기 시작했고, 동시에 그 작가들의 영향을 받기 시작했다.

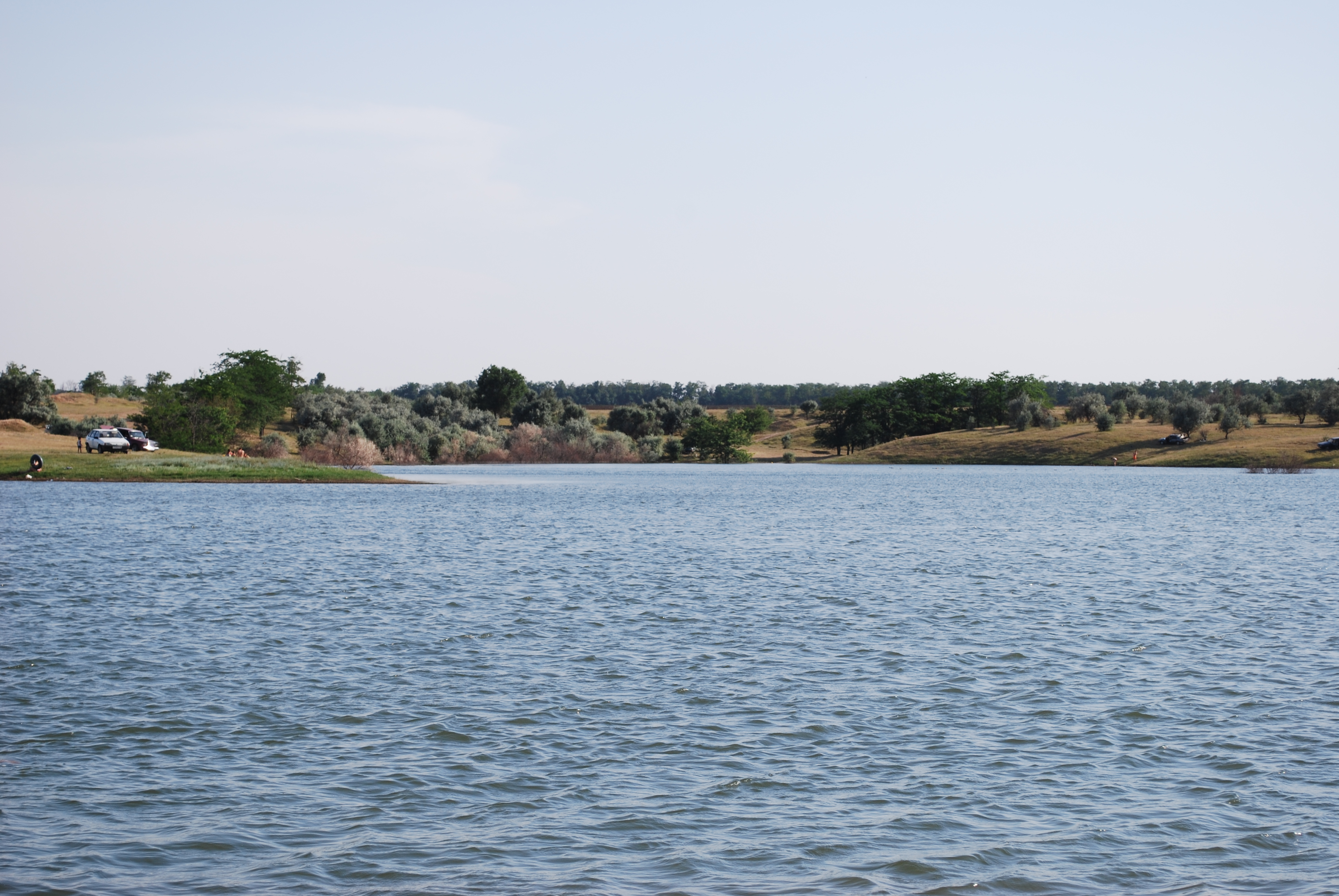
고르바초프의 감독 하에 건설된 대스타브로폴 운하의 일부 모습.

고르바초프의 지역 권한 아래 진행된 대스타브로폴 운하의 일부를 건설하는 지역의 지도자로서 고르바초프의 임무는 1975년과 1976년에 일어난 가뭄으로 인해 방해를 받은 농업 생산 수준을 높이는 것이었다. 그는 스타브로폴 대운하 건설을 통한 관개 시스템 확장을 감독했다. 이타토프스키 지역에서의 기록적인 곡물 수확을 감독한 공로로 1972년 3월 모스크바 행사에서 10월 혁명 훈장을 수여받았다. 고르바초프는 항상 브레즈네프의 신뢰를 유지하려 노력했다. 지역 지도자로서 그의 연설에서 그는 브레즈네프를 반복적으로 칭찬하고 브레즈네프를 "우리 시대의 뛰어난 정치가"로 언급하기도 했다. 고르바초프와 그의 아내는 모스크바, 레닌그라드, 우즈베키스탄, 북캅카스의 휴양지에서 휴가를 보냈다. 그는 종종 그에게 호의적이고 중요한 후원자였던 국가보안위원회(KGB)의 의장 유리 안드로포프와 함께 휴가를 보냈다. 또한 고르바초프는 당시 소련의 총리였던 알렉세이 코시긴과 오랜 기간 당원이었던 미하일 수슬로프 등의 고위 인사들과 좋은 관계를 유지했다.
정부는 고르바초프가 소련 대표단의 일원으로 서유럽에 파견될 만큼 충분히 신뢰할 수 있다고 여겼고, 1970년과 1977년 사이에 서유럽을 5번이나 여행했다. 1971년 9월에 그는 이탈리아를 방문한 대표단의 일원이었으며, 그곳에서 이탈리아 공산당의 대표들을 만났다. 고르바초프는 이탈리아의 문화에 깊게 감명받았지만, 그가 이탈리에서 본 빈곤과 불평등에 충격에 빠졌다. 1972년에는 벨기에와 네덜란드를, 1973년에는 서독에 방문했다. 1976년과 1977년에 프랑스를 방문했으며, 이 중 1977년에는 프랑스 공산당의 가이드와 함께 프랑스를 여행했다. 고르바초프는 서유럽인들이 얼마나 공개적으로 자신들의 의견을 제시하고 그들의 정치적 지도자들을 비판하는 것에 놀랐고, 이는 대부분의 사람들이 그렇게 공개적으로 말하는 것이 안전하다고 느끼는 사람을 소련에서는 없었기 때문이었다. 그는 나중에 고르바초프와 그의 아내에게 이러한 방문이 "부르주아 민주주의보다 사회주의 민주주의가 우월하다는 우리의 선험적 믿음을 흔들었다"고 말했다.
고르바초프는 부모와 가까운 곳에 살았고, 1974년 그의 아버지가 불치병에 걸린 후 고르바초프는 죽기 전의 아버지와 프리볼노예로 여행을 갔다. 그의 딸 이리나는 1978년 4월 동료 학생인 아나톨리 비르간스키와 결혼했다. 1977년 소련 최고 소비에트는 고르바초프를 콤소몰에서 젊은이들을 동원한 경험을 바탕으로 청년 문제 상임위원회의 위원장으로 임명했다.

### 중앙위원회 서기: 1978~1984

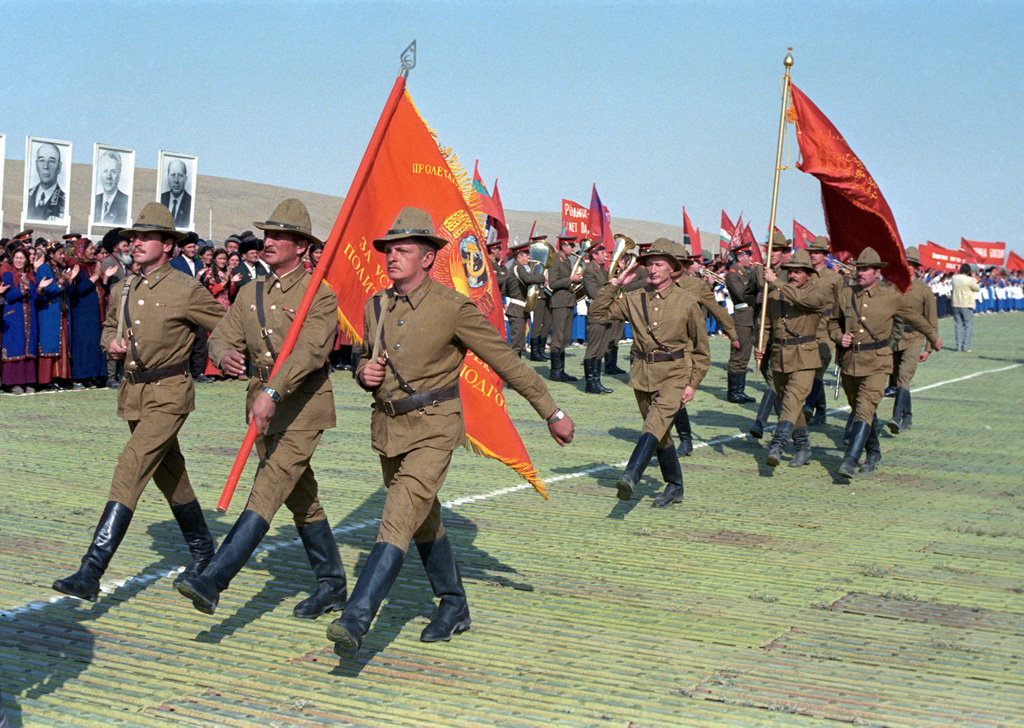
고르바초프는 소련이 아프가니스탄을 침공하는 것에 대해 회의적이었다.(1986년 사진)

1978년 11월 고르바초프는 중앙위원회 서기에 중앙위원회 위원들이 만장일치 찬성을 받으며 임명되었다. 서기를 하기 위해 고르바초프와 그의 가족들은 모스크바 도시 지역 밖의 오래된 다차를 받고 그곳으로 이사했다. 이후 소스노프카의 새로 지어진 벽돌집으로 다시 이사했다. 새로 지어진 벽돌집을 받을 때 고르바초프는 도시 안의 아파트도 받았지만, 그는 그 아파트를 딸과 사위에게 주었다. 당시 딸인 이리나는 소련 제2의료원에서 일하고 있었다. 모스크바 정치 엘리트의 일원이 된 고르바초프와 그의 아내는 보다 더 나은 의료 서비스와 전문적인 상점에 접근할 수 있었다. 그와 그의 가족들은 요리사, 하인, 경호원, 비서 또한 당국으로부터 받았지만, 받은 사람들 대부분은 KGB 첩보원이었다. 중앙위원회 서기로서 고르바초프는 하루에 종종 12시간에서 16시간 동안 일했다. 그의 아내는 사교 활동을 거의 하지 않았지만, 모스크바의 극장과 박물관을 방문하는 것을 좋아했다.
1978년, 고르바초프는 오래된 친구 쿨라코프가 심장 마비로 사망하자 쿨라코프가 일하고 있던 중앙위원회 농업사무국에 임명되었다. 그러자 고르바초프는 모든 관심을 농업에 집중했다. 당시 1979년부터 1981년까지의 수확은 모두 기상 조건으로 인해 모두 흉작이 되었으며, 결국 소련 당국은 더욱 많은 곡물을 수입해야 했다. 그는 국가의 농업 관리 시스템이 지나치게 중앙집권화되어 있고, 보다 많은 상향식 의사 결정이 필요하다고 생각하게 되면서 소련 농업에 대한 우려가 커져만 갔다. 이전에 그는 1978년 7월 중앙위원회 전체회의 중 그의 첫 번째 연설에서 이러한 문제점을 제기했다. 이후 고르바초프는 소련 당국의 다른 정책에 대해서도 우려하기 시작했다. 1979년 12월, 소련은 이슬람 반군에 맞서 소련과 동맹을 맞은 아프가니스탄 정부를 지원하기 위해 붉은 군대를 아프가니스탄으로 파견했다. 고르바초프는 이 군대 파견을 개인적으로 실수라고 생각했다. 그럼에도 고르바초프는 대부분의 정부의 정책을 공개적으로 지지하는 입장을 나타냈다. 예를 들어 1980년 10월 그는 폴란드의 공산 정부 내에서 증가하는 반대 의견을 탄압하라는 소련 정부의 요구를 지지했다. 같은 달에 고르바초프는 후보 의원에서 소련 공산당 최고 의사 결정 기구인 중앙위원회 정치국의 정회원으로 승진하였고, 그는 정치국 회원 중 가장 젊었다.

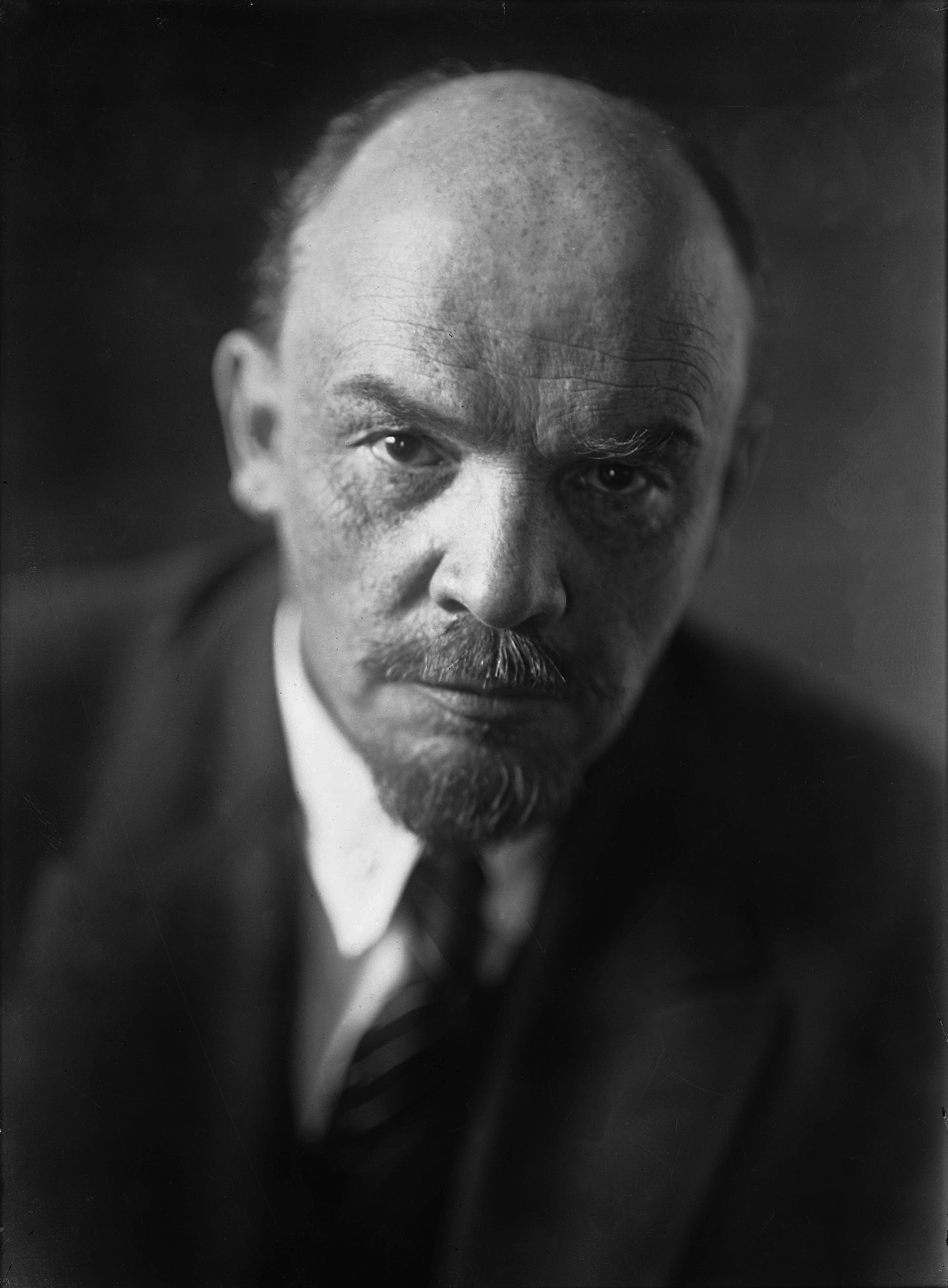
1983년 4월, 고르바초프는 소련 수립의 주역 블라디미르 레닌(사진)의 생일을 기념하는 연설을 했다.

1982년 11월, 브레즈네프가 사망한 이후, 유리 안드로포프는 고르바초프의 뒤를 이어 소련의 실질적인 지도자인 소련 공산당 서기장이 되었으며, 고르바초프는 안드리포프가 서기장에 된 것에 대해 열광하였다. 고르바초프는 안드리포프가 자유화 개혁을 도입하기를 희망하였지만, 안드리포프는 인사 교대만을 실시했다. 그럼에도 고르바초프는 안드리포프에게 가장 가까운 동료가 되었고, 안드리포프의 노력으로 고르바초프는 종종 정치국 회의를 주재하기도 했다. 안드리포프는 고르바초프가 농업 이외의 분야로 확장하도록 격려하면서 미래에 고위직을 준비하도록 하게 했다. 1983년 4월, 고르바초프는 소련 수립의 주역 블라디미르 레닌의 생일을 기념하는 연설을 했고, 이는 현재 소련이 1920년대의 신경제정책 등의 개혁이 필요하다는 자신의 생각을 확신하고, 레닌의 생애 후기 저작들을 다시 읽게 만들었다. 1983년 5월, 고르바초프는 캐나다로 파견되어 캐나다의 총리 피에르 엘리엇 트뤼도와 만나고 캐나다 의회에서 연설을 했다. 캐나다에서 고르바초프는 나중에 정치적 동료가 될 소련 대사 알렉산드르 니콜라예비치 야코블레프를 만나 친구가 되었다.
1984년 2월 안드리포프는 사망했다. 안드리포프는 임종 직전 고르바초프가 자신의 뒤를 이어 일을 하기 바라는 마음을 표명했다. 그럼에도 불구하고 많은 중앙위원회 위원들은 53세의 고르바초프가 너무 어리고 경험이 없다고 생각했다. 결국, 브레즈네프의 오랜 동료였던 콘스탄틴 체르넨코가 서기로 임명되었지만, 체르넨코는 건강이 좋지 못했다. 체르넨코는 종종 너무 심하게 아파서 정치국 회의를 주재할 수 없었고, 회의 주재는 고르바초프가 대신 했다. 고르바초프는 크렘린과 그 외의 지역에서 동맹 관계를 발전시켜 나갔으며, 소련 이데올로기(이념)에 관한 회의에서 국가 개혁이 필요하다는 연설을 하였고 이는 당의 강경파들을 화나게 했다.
1984년 4월, 고르바초프는 소련 입법부의 외교 위원회 의장으로 임명되었는데, 이 의장은 대체로 명예로운 직책으로 여겨졌다. 그 해 6월에는 이탈리아 공산당의 지도자 엔리코 베를링구에르의 장례식에 소련 대표로 참가하였고, 9월에는 불가리아 소피아에서 붉은 군대에 의한 나치 해방 40주년 기념 행사에 참석했다. 12월에는 영국 총리 마거릿 대처의 요청으로 영국을 방문했는데, 마거릿 대처는 고르바초프가 잠재적인 개혁가라고 생각하고 만나 보고 싶어 했다. 그녀는 그가 방문하고 말미에 "나는 고르바초프 씨를 좋아한다. 우리는 함께 사업을 할 수 있다"고 말했다. 그는 이번 방문이 안드레이 그로미코의 소련 외교 정책에 대한 지배력을 약화시키는 동시에 소련-미국 관계를 개선하고 싶다는 신호를 미국 정부에게 보내는 데 도움이 되었다고 생각했다.

## 소련 공산당의 총서기

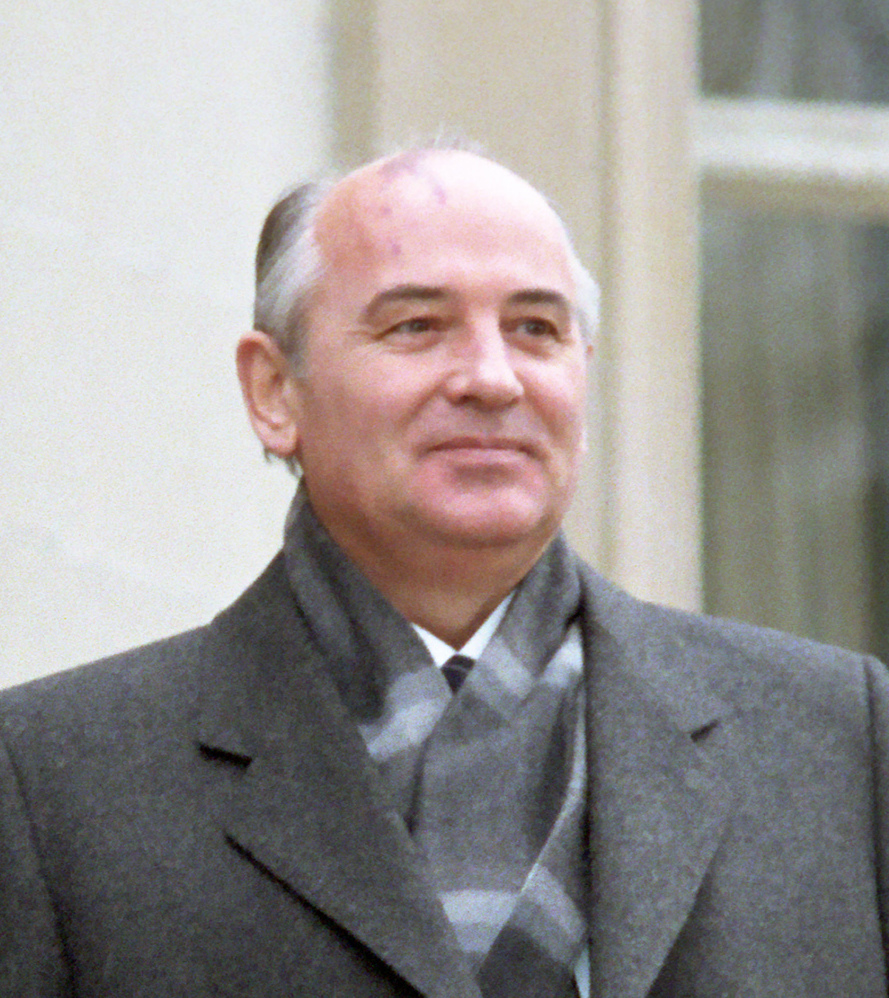
1985년 11월 스위스 제네바에서 열린 정상회담에서 고르바초프의 모습.

1985년 3월 10일 체르넨코는 사망했다. 그로미코는 차기 총서기로 고르바초프를 제안했다. 오랜 당원으로서의 그로미코의 제안은 중앙위원회 내에서 큰 비중을 차지했다. 고르바초프는 자신의 총서기 지명에 대해 많은 반대를 예상했지만, 정치국의 위원들은 그를 지지했다. 체르넨코가 사망한 직후 정치국은 만장일치로 고르바초프를 총서기로 임명했다. 정치국 위원들은 다른 연로한 지도자들보다 고르바초프를 원했다. 그리하여 그는 소련의 8대 지도자가 되었다. 정부에서 그가 증명했던 것처럼 그가 급진적인 개혁가가 되리라고 상상한 사람은 거의 없었다. 소련의 대중에게 고르바초프는 잘 알려지지 않았으나 새로운 지도자가 늙고 병든 사람이 아니라는 것에 안도감이 퍼졌다. 고르바초프가 지도자로서 대중 앞에 처음 모습을 드러낸 것은 3월 14일에 열린 체르넨코의 붉은 광장의 장례식에서였다. 임명된 두 달 후, 그는 처음으로 레닌그라드를 여행하면서 모인 군중들에게 연설했다. 6월에는 우크라이나, 7월에는 벨라루스, 9월에는 튜멘주를 방문하여 이 지역의 당원들이 지역 문제를 해결하는 데에 많은 책임들을 지도록 촉구했다.

## 집권 시절
그는 서기장에 당선되자 공산주의 계획 경제의 문제점과 소련 정치에 닥친 문제점들을 인정하고 이를 해결하기 위해 페레스트로이카라는 경제 개혁 정책과 정치 개방 정책인 글라스노스트를 펼쳤다. 또한 그는 서방 측에 유화적인 태도를 보냈으며, 당시 미국 대통령이던 로널드 레이건과 영국 수상 마거릿 대처와 만나기도 하였다.
페레스트로이카가 진행되던 초기, 소련에서는 공산주의나 소련 공산당에 대한 비판이 허용되었으며, 사유재산 제도가 허용되기 시작했다. 또한 이전 공산당 지도자들과는 달리, 기독교(특히 러시아 정교회)의 종교 활동을 허용하였으며, 경제적으로는 서방권 대기업들과의 경제 협력이 활성화되었다.
여기에 힘입은 고르바초프는 더 큰 형태의 개혁을 추진했다. 그는 기존 공산당 내 기득권을 차지하고 있던 관료들을 몰아내고 에두아르트 셰바르드나제, 보리스 옐친 등의 신진 관료들을 대거 승진시켰다. 외교적으로는 오랫동안 적대적 관계였던 미국과의 관계가 완화되었으며, 또 다른 공산주의 국가였던 중국과의 관계를 마무리지었다. 또한 오랜 시간 동안 소련에 엄청난 부담이었던 아프가니스탄 전쟁에서 소련군을 완전 철수시켰으며, 서방 국가들과의 핵 감축(START)을 추진하기도 하는 등 개혁적인 모습을 보였다.

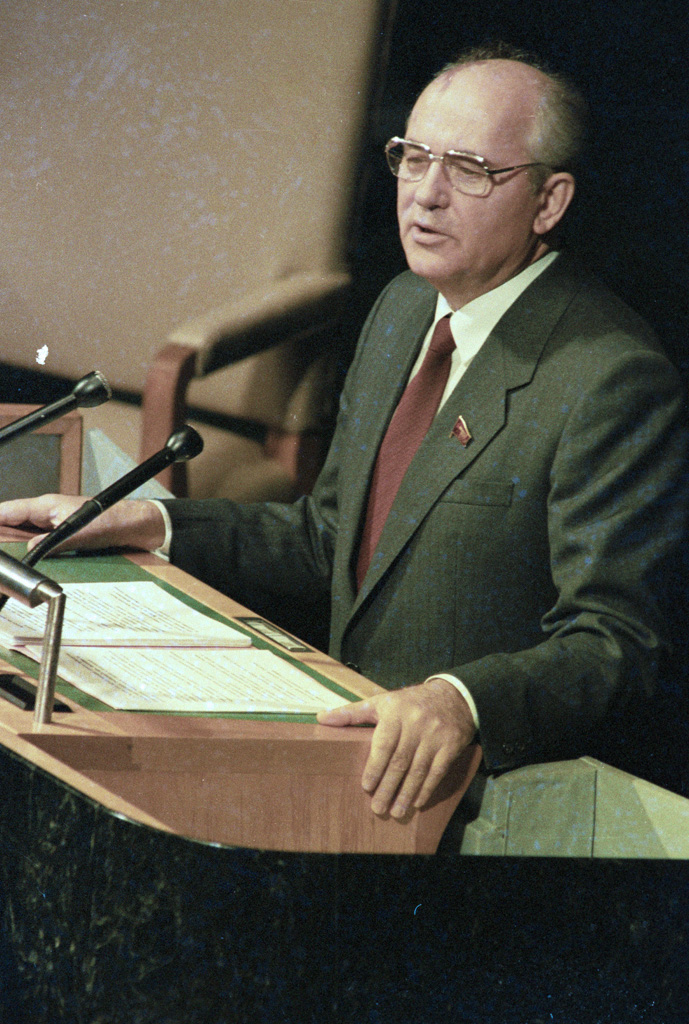
유엔 총회에서 연설하는 고르바초프 (1988)

그러나 그의 개혁은 아울러 소련 내부에 잠재되어 있던 기존 문제를 표출시키는 계기가 되었다. 가장 대표적인 문제는 소련에 눌려 있던 러시아 연방 내 소수민족들의 민족주의였다. 1940년 소련에 강제 병합당한 발트 3국에서 제일 먼저 분리 독립운동이 일어나기 시작했으며, 그 뒤를 이어 아제르바이잔, 카자흐스탄 등지에서 대규모 민족주의 시위가 일어나기 시작했다. 더욱이 1986년 4월 26일 체르노빌 원자력 발전소 사고가 발생하면서 엄청난 피해가 발생하였고, 이 사고로 인해 소련의 관료주의 체제의 무능이 드러나면서 소련 국민들은 고르바초프의 개혁보다 더욱 진보적인 개혁을 원하게 되었다. 이는 기존 고르바초프의 노선보다도 급진적이었던 보리스 옐친 등 공산당 내 급진 개혁파가 힘을 얻는 계기가 되었다.
더욱이, 그 동안 고르바초프의 개혁 정책에 불만을 품고 있던 공산당 내 보수파들은 고르바초프를 몰아내기 위한 계획을 꾸미고 있었고, 공산당의 권위와 국내경제의 악화를 이유로 겐나디 야나예프를 중심으로 하는 보수파들이 1991년 8월 쿠데타를 일으켜 고르바초프를 실각시키려 하였다. 하지만 보수파의 쿠데타 기도는 보리스 옐친을 비롯한 반체제 인사와 민중들의 반대로 3일 만에 실패하였다. 고르바초프는 4일 뒤 다시 권좌로 복귀할 수 있었으나 사실상 반체제 인사에게 정국의 주도권을 내주게 되었다. 옐친을 중심으로 한 반체제 인사들은 기존 연방 체제를 해체하고 새로운 형태의 연합을 만들기로 하였다. 1991년 12월, 벨라베자 조약에 의해 소련은 해체되었으며, 고르바초프는 12월 26일 대통령직에서 사임하였다. 그는 1990년 중앙 유럽의 개혁과 냉전 종식에 기여한 공로로 노벨 평화상을 받게 되었다.
한국의 노태우 대통령과 회담을 가지기도 하였다.

### 페레스트로이카

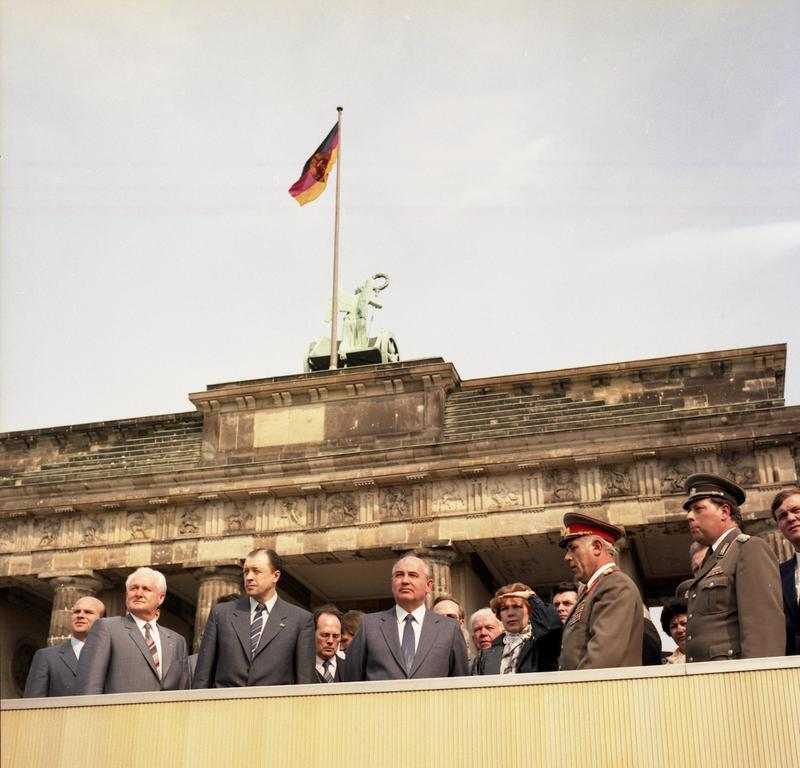
동독을 방문 중인 고르바초프 (1986년)

본인의 남러시아 사투리(액센트의 위치가 미묘하게 다름)에 더하여 「Процесс пошел（쁘로쩨스 빠숄, 프로세스는 시작되었다.＝개혁이 시작되었다.）」라는 말을 많이 썼다. 정규적인 러시아어 표현으로 하면 「Процесс начался（쁘로쩨스 나찰샤）」 쪽이 딱 맞겠으나 다소 위화감을 느끼게 하는 이 어감에 오히려 모스크바에서 유행, 점차 막혀가는 개혁에 맞추기라도 하듯이 「자신의 생각과는 다른 방향으로 일이 진행되어 가는 상태」의 의미로 사용되기도 하였다.
서기장 취임으로부터 8개월 후인 1985년 11월, 스위스 제네바에서 미합중국 대통령인 로널드 레이건(당시)과 미소 수뇌회담을 개최. 이 회의에서 핵군축교섭의 가속, 상호방문 등을 골자로 하는 공동성명을 발표하였다. 1986년 4월, 고르바초프는 러시아어로 「재건」을 의미하는 페레스트로이카를 제창하고, 본격적인 소비에트 체제의 개혁에 착수한다. 4월에 발생한 체르노빌 원자력 발전소 사고를 계기로, 정보공개（글라스노스트）를 추진한다. 당초 레이건이나 서방 보수파는 고르바초프의 의도는 안드로포프가 지향한 것과 같은 종래의 공산주의의 수정, 혹은 사회적 규율의 강화에 지나지 않고, 서방에 대한 군사적 위협은 오히려 증대될 것으로 우려하여 경계, 회의론을 가지고 있었으나, 페레스트로이카의 진전과 함께 해소되게 되었다.
경제개혁에서는 공산주의에 의한 계획경제에 대하여 개인영업이나 협동조합(코포라티브)의 공인화를 계기로, 절충적인 경제개혁을 지향하게 되어, 1987년 8월에 국영기업법을 제정하였다. 페레스트로이카는 차차 단순한 경제체제의 개선・재건에 머무르지 않고, 소련의 경직된 체제・제도 전체의 발본적 개혁・개정으로 이행하고, 그에 따라 정치개혁, 소련의 역사 재평가로 진행하였다. 그 가운데, 스스로 전화로 그 해방을 전한 안드레이 사하로프를 시작으로 소련 국내의 반체제파（이론파(異論派)）가 정치적 자유를 획득하고, 스탈린 시대의 대숙청의 희생자에 대한 명예회복이 진행되었다. 고르바초프는 자신을 소련붕괴의 그 날까지 「공산주의자」로 규정하고 있었으나, 「다원주의（플루탈리즘）」「신사고」「유럽 공통의 집(Common European Home)」과 같은 새로운 가치에 의한 국내정치 및 외교정책에 있어 대담한 전환을 실행해 갔다.
1986년 7월, 고르바초프는 블라디보스톡 연설에서 아프가니스탄 철수와 중소 관계개선을 표명하였다. 10월에는 아이슬란드 레이캬뷔크에서 미소 수뇌회담이 이루어졌다. 미대통령인 레이건이 주창한 전략방위구상(SDI)이 장벽이 되어 서명은 할 수 없었으나, 전략핵병기의 50% 감축, 중거리 핵전력（Intermediate-range Nuclear Forces、INF）의 전폐에 대하여 기본적인 합의는 성립되었다. 이것이 1987년 12월에 성립된 중거리 핵전력 전폐조약（INF 전폐조약）으로 이어지게 된다.
1988년 9월, 고르바초프는 최고회의 간부회의장에 취임하여 국가원수가 된다. 12월, 최고회의를 개편하여, 인민대의원대회를 설치. 이 즈음부터 수구파에 어쩔 수 없이 접근하게 된다. 구심력이 저하된 고르바초프는 1990년 3월, 복수정당제와 강력한 대통령제를 도입하였다. 3월 15일, 인민대의원대회에서 고르바초프는 대통령에 선출되었으나, 국민에 의한 직접선거가 아니라 인민대의원대회에서 선출된 것은 고르바초프의 권력기반을 약화시키는 요인이 된다.。부대통령에는 셰바르드나제를 후보로 생각하고 있었으나, 셰바르드나제는 「독재가 쫓아오고 있다.」며 보수파에 대한 위기를 어필, 1990년 12월에 외무대신을 사임하여 세상을 놀라게 하였다. 고르바초프는 정치국원인 겐나지 야나에프를 부대통령에 지명하였다. 한편, 인격면에서의 문제를 규탄받아 리가초프와의 싸움에 지고 모스크바시 공산당 제1서기와 정치국원 후보로부터 해임된 보리스 옐친이 인민대의원으로서 부활, 더욱이 1990년에는 러시아 공화국의 대통령이 되어 소련 공산당으로부터 탈당을 선언하여 반체제 인사의 대표로서 고르바초프의 지위를 위협하게 되었다.
국내정책에서 보수파로의 타협에도 불구하고 고르바초프 정권에 의한 소련외교의 정책전환은 명확한 형태로 계속되었다. 종래의 브레즈네프 독트린(일부 제한주권론)에 의한 강압적인 중앙유럽 여러 나라에 대한 영향력 행사와는 크게 달라져, 헝가리 사건이나 프라하의 봄에서 일어났던 소련군에 의한 민주화 운동의 탄압은 이제 일어나지 않을 것을 시사했다. 결국, 1989년을 정점으로 하는 일련의 중앙유럽 혁명을 불러오게 되어 1990년에는 동독과 서독의 통합（독일 재통일）까지 실현되게 되었다. 고르바초프는 베를린 장벽 붕괴 전에 당시 동독의 최고지도자인 에리히 호네커에게 국내개혁이 뒤쳐지고 있음을 경고하는 한편, 장벽 붕괴 후에 급부상한 서독에 의한 동독의 흡수합병론이나 그에 따른 구 동독영토로의 NATO군(미군)의 전개에는 반대했으나, 서독의 수상 헬무트 콜이 제시한 거액의 대소 경제지원을 받는 것으로 독일 재통일에 승인을 보냈다.
냉전의 종식・중앙유럽 혁명에 의해 소련은 중앙유럽에서의 패권을 잃고, 각국으로부터의 철수를 강요받은 군부와 생산축소를 요구받은 군산복합체 중에는 고르바초프나 셰바르드나제에 대한 반감이 높아져 가고, 신사고 외교를 「매국적」, 「저자세 외교」로 비판하며 공산당 내의 보수파와 가까워졌다. 공산당 내에서도 소련 국가에 있어 당의 지도성이 방기되는 것에 경계심이 높아져, 종래는 점진개혁파로 보이던 야나에프 등도 보수파로서 고르바초프를 압박하게 되고, 이것이 앞서 이야기한 셰바르드나제의 돌연한 사임으로 이어졌다. 고르바초프 자신도, 1991년 2월에 리투아니아의 수도 빌뉴스에서 발생한 리투아니아 독립(회복)파에 대한 소련군・치안경찰에 의한 무력탄압을 승인하였다.
또한, 극동에 있어서도 블라디보스톡 연설 이후에 긴장완화가 진전되어, 1989년 5월에 중화인민공화국을 방문하여 오랜 중소대립에 종지부를 찍었다. 이것은 6.4 천안문사건에 이은 학생들의 민주화 운동이 고양되어 가는 중에 이루어졌다. 1991년 4월에는 일본도 방문, 수상인 카이후 토시키(당시)와 평화조약체결이나 북방영토 귀속 등의 문제를 토의했으나, 합의에는 이르지 못했다.

## 퇴임 이후

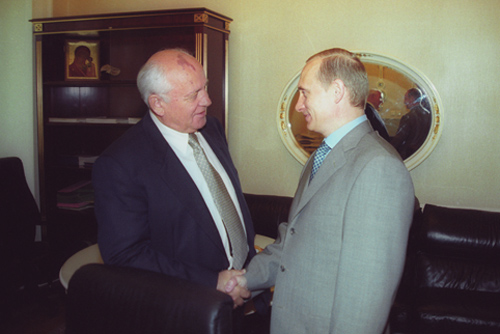
블라디미르 푸틴과 함께

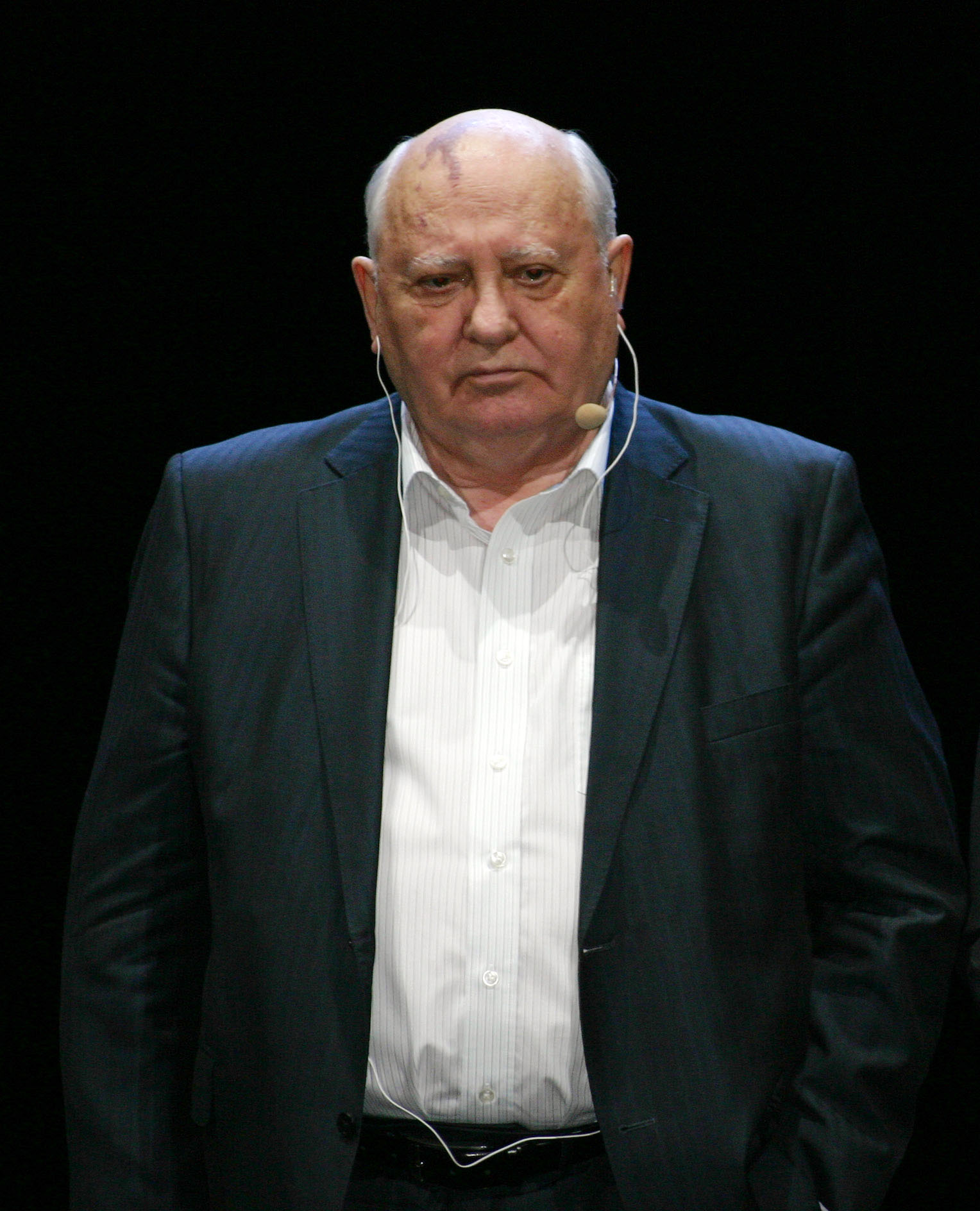
2013년의 고르바초프

소련 붕괴 이후, 러시아가 소련 붕괴로 인해 사회적으로 혼란해지고 세계적 위상이 추락하면서 그는 러시아 국민들로부터 '조국을 팔아버린 지도자'라는 비판을 받게 되었다. 그는 보리스 옐친 행정부의 급속한 개혁을 반대해 1996년 대통령 선거에 출마하기도 하였으나 낮은 지지율로 낙선하였다. 이후 한동안 러시아의 진보 성향 정치인 또는 언론인들을 지원하다가 2008년 9월 30일에 정계에 복귀했다. 1997년에는 러시아가 경제적 위기에 처해 있었을 때 고르바초프 재단의 자금 마련을 위해 직접 고르바초프가 피자헛에 출연했다. 그리고 푸틴을 견제하기 위해 2007년에 해체된 사회민주당을 창당하겠다고 밝혔다.

## 사망
2022년 8월 30일, 투병 끝에 향년 91세의 나이로 사망하였다.

## 같이 보기
- 4월 9일 비극
- 검은 1월

### 참고 문헌
- Bhattacharya, Jay; Gathmann, Christina; Miller, Grant (2013). “The Gorbachev Anti-Alcohol Campaign and Russia's Mortality Crisis”. 《American Economic Journal: Applied Economics》 5 (2): 232–260. doi:10.1257/app.5.2.232. ISSN 1945-7790. JSTOR 43189436. PMC 3818525. PMID 24224067.
- Bunce, Valerie (1992). “On Gorbachev”. 《The Soviet and Post-Soviet Review》 19 (1): 199–206. doi:10.1163/187633292X00108.
- Doder, Dusko; Branson, Louise (1990). 《Gorbachev: Heretic in the Kremlin》. London: Futura. ISBN 978-0708849408.
- Galeotti, Mark (1997). 《Gorbachev and his Revolution》. London: Palgrave. ISBN 978-0333638552.
- Gooding, John (1990). “Gorbachev and Democracy”. 《Soviet Studies》 42 (2): 195–231. doi:10.1080/09668139008411864. JSTOR 152078.
- Kotkin, Stephen. Armageddon Averted: The Soviet Collapse, 1970-2000 (2nd ed. 2008) excerpt
- McCauley, Martin (1998). 《Gorbachev》. Profiles in Power. London and New York: Longman. ISBN 978-0582215979.
- McHugh, James T. "Last of the enlightened despots: A comparison of President Mikhail Gorbachev and Emperor Joseph II." Social Science Journal 32.1 (1995): 69-85 online abstract .
- Medvedev, Zhores (1986). 《Gorbachev》. Oxford: Basil Blackwell. ISBN 978-0393023084.
- Steele, Jonathan (1996). “Why Gorbachev Failed”. 《New Left Review》 216: 141–152.
- Tarschys, Daniel (1993). “The Success of a Failure: Gorbachev's Alcohol Policy, 1985–88”. 《Europe-Asia Studies》 45 (1): 7–25. doi:10.1080/09668139308412074. JSTOR 153247.
- Taubman, William (2017). 《Gorbachev: His Life and Times》. New York City: Simon and Schuster. ISBN 978-1471147968.